# Sabouciré
Sabouciré fou una ciutat de Mali, coneguda com la ciutat màrtir. Fou la capital fortificada del regne del Logo i al seu apogeu comptava amb una vintena de viles dependents; a la segona meitat del segle xix tenia 28.000 habitants. Avui és una vila petita que es diu Logo Sabouciré i està a 25 km de la vila de Kayes.
El governador francès de la colònia del Senegal, Louis Faidherbe, va enviar al tinent coronel Reybaud a conquerir Sabouciré, un obstacle que s'oposava als francesos per seguir endavant. Les forces franceses van sortir de Saint Louis del Senegal l'11 de setembre de 1878 i van arribar a la ciutat el 22 de setembre de 1878; eren 585 tiradors i spahis francesos, amb 4 canons i 80 cavalls; van atacar la ciutat fortificada a les 8 del matí. Els soldats del regne van oferir una forta resistència durant 5 hores però després de morir uns 150 homes van haver de deixar la lluita; entre els ferits greus hi havia el rei Niamody Sissoko, que va morir a les poques hores. Els francesos van tenir 13 morts (entre els quals el capità Dubois i el tinent Béjoulet) i 51 ferits.
El lloc de la batalla fou inscrit a l'inventari de béns culturals el 12 d'agost de 2010 i en endavant la ciutat ha estat reconeguda d'interès històric. El president de Mali Amadou Toumani Touré és descendent per la seva mare del rei Niamody Sissoko.